# Galea musteloides
Galea musteloides là một loài động vật có vú trong họ Caviidae, bộ Gặm nhấm. Loài này được Meyen mô tả năm 1832.